# Greg Kurstin
Greg Kurstin (* 14. května 1969) je americký hudební producent, hudebník a autor písní. Od pěti let hrál na klavír, později rovněž na kytaru a baskytaru. Jeho spolužákem byl hudebník Dweezil Zappa. Do první skupiny přišel v jedenácti. V roce 1994 založil kapelu Geggy Tah. Ta brzy podepsala smlouvu s vydavatelstvím Luaka Bop, jehož vlastníkem byl hudebník David Byrne, a ještě toho roku vydala své první album. Později působil ve skupině The Bird and the Bee. Jako producent spolupracoval s mnoha zpěvačkami, mezi něž patří například Sky Ferreira, Lana Del Rey a Kylie Minogue. Několikrát byl nominován na cenu Grammy.